# Admir Masic
Admir Masic é um cientista professor de Desenvolvimento de Carreira de Esther e Harold E. Edgerton no Instituto de Tecnologia de Massachusetts. A sua pesquisa envolve a caracterização de materiais estruturais biomineralizados e arqueológicos complexos com o objectivo de inspirar o design de materiais de construção mais sustentáveis e duráveis.